# Традиции Каталонии
В Каталонии (Испания) существует множество фестивалей, праздников и традиций. Большинство из них имеют древнее происхождение, однако некоторые традиции появились относительно недавно. Одни традиции могут иметь отношение только к конкретной территории, другие являются общими для всей Каталонии.

## Фестивали и праздники
История праздника Коррефокс началась в XII веке. Праздник запретили в середине двадцатого века. Сейчас традиция восстановлена. Во время праздника на улицы выходят люди, наряженные в дьяволов. Они танцуют под звуки ритмичных барабанов и запускают фейерверки среди толпы. Зрители, участвующие в игре, одеваются так, чтобы защитить себя от небольших ожогов, и стараются как можно ближе подобраться к дьяволам. Дьяволов каталонцы не принимают за воплощение зла, а как веселых танцующих персонажей.

День Святого Георгия (La Diada de Sant Jordi) также известный как День розы (El dia de la Rosa) или День книги (El dia del libre) проходит 23 апреля, начиная с 1926 года. Традиция заключается в обмене розами и книгами между возлюбленными, близкими и коллегами. Исторически сложилось так, что мужчины дарили женщинам розы, а женщины дарили мужчинам книги. Розы ассоциируются с этим днем со времен Средневековья, дарение книг – это более поздняя традиция.
Кастельерс – это каталонский фестиваль, где группы энтузиастов формируют акробатические башни (высотой до десяти человек). Началом традиции считается период 1770-1800 годов. Кастельерс происходит от народного танца «Бал де Валенсия», который обычно заканчивался построением танцорами высокой фигуры. Этот танец прибыл в Каталонию в 18 веке. Заключительная фигура, завершающая танец, приобретала всё большее значение. Конкуренция между танцорами росла, каждая группа старалась превзойти других в мастерстве. Таким образом, фигуры из людей становились всё выше и сложнее. В итоге, построение акробатических фигур стало отдельным выступлением - Кастельерс. Сейчас традиция приобрела большую популярность и стала разновидностью спорта, который привлекает тысячи людей. В 2010 году Кастельерс признали наследием ЮНЕСКО, это подстегнуло престиж праздника. В течение последнего десятилетия «human towers» стали известны на международном уровне, благодаря выступлениям каталонских клубов по всему миру.

Каталонская «Диада» или Национальный День Каталонии приходится на 11 сентября. Праздник вспоминает поражение и сдачу Барселоны Франко-Кастильской армии Филиппа V испанского и его сторонников во время войны за Испанское наследство.
В Каталонии существует несколько местных рождественских традиций. Одна из них – это развлечение детей популярной фигурой Тио де Надаль «рождественское полено». Другой обычай заключается в том, чтобы поставить вертеп «Пессебре» – театральное воспроизведение Рождества Христова. Часто вертеп включает в себя Каганер, статуэтку, изображенную в акте дефекации. Считается, что владение такими фигурками способно принести успех.  Также традиционно над дверями подвешивают небольшие веточки омелы.
Традиционно все каталонские мужчины и женщины носят имена христианских святых, девственниц или библейских личностей. Помимо празднования Дней рождения, каталонцы обычно отмечали день своего святого имени, согласно общему римскому календарю.

## Танец и музыка
Одна из музыкальных традиций Каталонии – это уникальные национальные духовые оркестры Кобла. Коблу часто сопровождают танцы Сардана. Это национальный хороводный танец каталонцев, который возник в регионе Эмпорда (к северу от страны у Средиземного моря), а теперь танцуют по всей Каталонии.

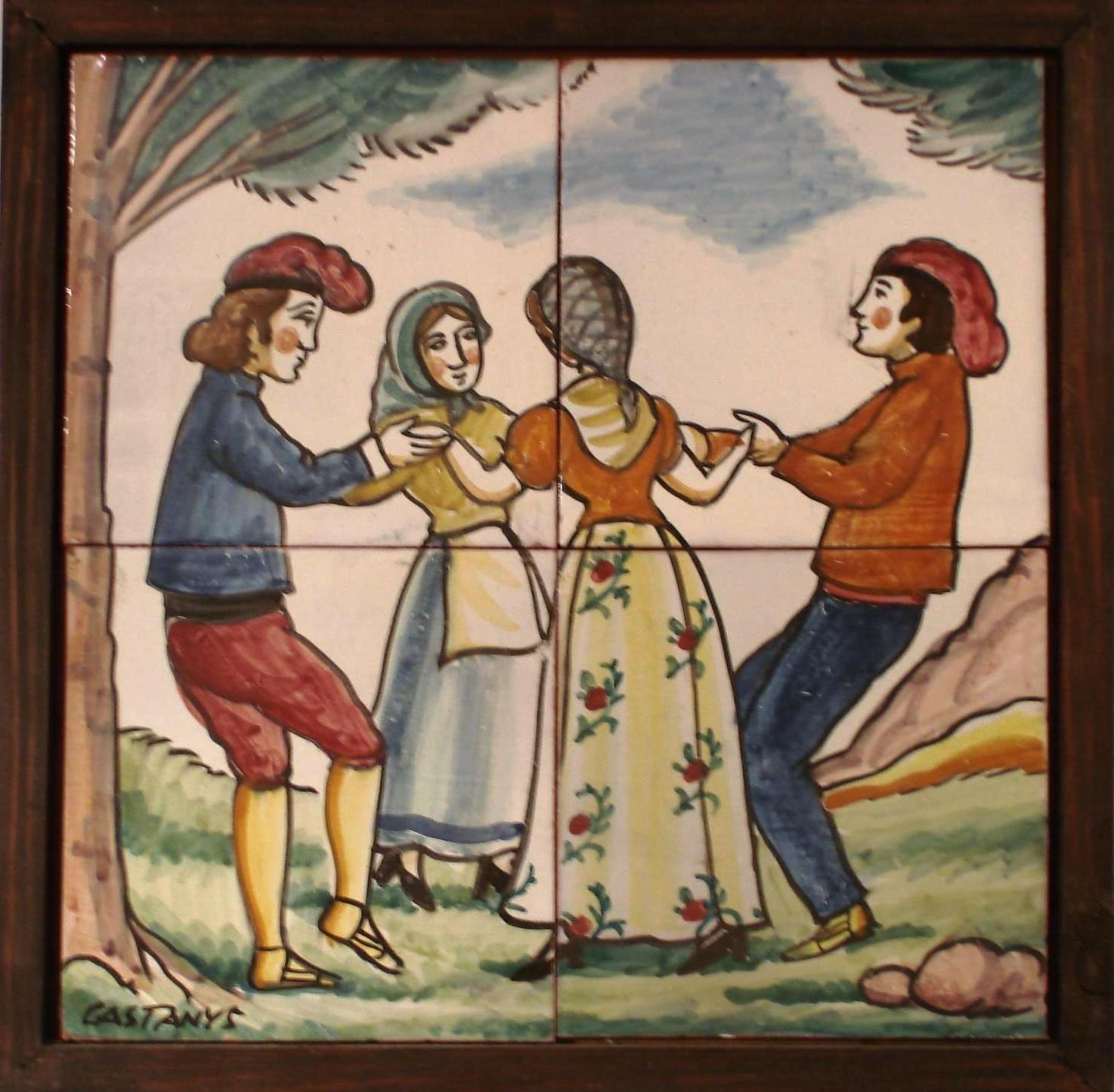
Хоровод во время танца Сардана

Популярные народные песни включают "El Rossinyol", "La Balanguera", "La Santa Espina", "Virolai" и "El Cant dels Ocells". Некоторые из них стали неофициальными национальными гимнами в годы диктатуры генерала Франко. Некоторые из этих песен стали популярными во всем мире с успехом хора Orfeó Català примерно в начале 20-го века. Другая песня, созданная нынешним певцом Луисом Лахом, L'Estaca, также получила неожиданное признание как выражение национального чувства каталонцев. Несмотря на свое относительно недавнее появление, пение l'Estaca стало своего рода традицией.

## Кулинарные традиции

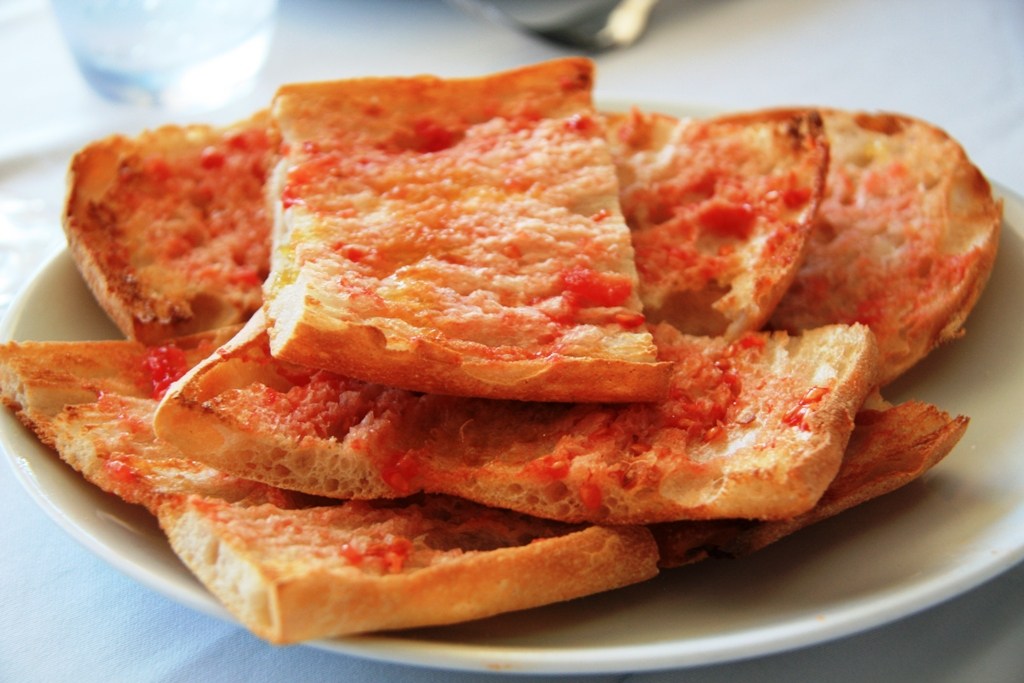
The pa amb tomàquet.

Существует целый ряд каталонских кулинарных традиций, некоторые из них совпадают с религиозными праздниками. Например, приготовление большой рождественской трапезы 25 декабря, которая включает эскуделью (традиционный каталонский суп с мясом).
26 декабря праздник в Каталонии - День Святого Стефана. Он отмечается сразу после Рождества, с другой традиционной едой. В этот день готовят каннеллони - широкие круглые макароны, фаршированные молотым мясом, оставшимся с предыдущего дня. День Святого Стефана и Рождество обычно празднуются вместе с родственниками и близкими друзьями.
Другие продукты, связанные с религиозными событиями, включают сладости Panellets, которые готовятся ко Дню Всех Святых. Это небольшие пирожные, размер которых с крупный грецкий орех. В состав входят сладкая картошка и миндаль.
В Великий пост в Каталонии едят пышные маленькие булочки Bunyols de Quaresma.
Одним из самых репрезентативных каталонских гастрономических событий является кальсотада. Это типичный каталонский гастрономический праздник. Традиционные атрибуты праздника: шествие кукол-гигантов, барабанщики, конкурсы, вино и необычнвя еда. На открытом воздухе жарится определенный вид нежного лука (calçots). Главная кальсотада традиционно происходит в городке Вальс, куда специально по этому поводу съезжаются люди со всей Каталонии.
Подобные гастрономические праздники — это Костеллада и Ботифаррада, где жарят бараньи ребрышки или сосиски ботифарра. Люди также собираются вместе, чтобы поджарить кедровые ядра или каштаны.
Вермут — это традиция, которая сейчас теряет свою силу. Вермут — это есть легкий аперитив с оливками и картофельными чипсами перед воскресной трапезой (раньше после посещения церкви) вместе с семьей и друзьями.
Важной традицией в сельских районах Каталонии является забой свиней (Matança del porc). Хотя его значение снизилось из-за строгих санитарных правил Европейского сообщества и общественной чувствительности. Традиция всё ещё продолжает своё существование в некоторых деревнях, таких как Ла-селлера-де-Тер, Артеса-де-Сегре, Валь-де-Рур, Пассанан и Ла-Льякуна.

## Другие события
Сбор грибов является популярным видом деятельности в Каталонии. Грибников называют boletaire. Существует традиция собираться на охоту за грибами всей семьей или группой осенью, после дождей, по окончании летнего сезона.
В Каталонии спорт часто имеет сильный национальный и политический оттенок. Футбольная команда "Барса" и регбийная команда USAP Perpignan часто рассматриваются, особенно некоторыми каталонскими националистами, как неофициальные национальные команды Каталонии.

## Праздники и торжества в Каталонии
| Дата            | Официальное название        | Название коренного населения | Примечания |
| 1 января        | Новый год                   | Any nou                      | Отмечает начало григорианского календарного года. Праздничные мероприятия включают в себя отсчет до полуночи (12:00 ночи) в канун Нового года. |
| 5 января        | Богоявление                 | Dia de Reis                  | Давняя традиция, когда дети получают свои рождественские подарки от "трех королей" (Tres Reis) в ночь на 5 января (библейский канун волхвов). В этот день люди обычно едят специальный торт под названием Tortell de reis.                        |
| Март или апрель | Страстная пятница           | Divendres Sant               | Во многих городах Каталонии проходят шествия со статуями, изображающими Страсти Христовы. |
| Март или апрель | Пасха                       | Pasqua                       | Празднование Воскресения Иисуса Христа из мертвых на третий день после его распятия. Дети традиционно получают Мону (традиционный пасхальный кулич) от своих крестных родителей.                                                                  |
| Март или апрель | Пасхальный понедельник      | Dilluns de Pasqua            | Второй день октавы Пасхи |
| 23 апреля       | День Святого Георгия        | Diada de Sant Jordi          | Святой Георгий (Sant Jordi) является покровителем Каталонии. Это традиция-дарить розу и книгу любимому человеку. |
| 27 апреля       | Праздник Мадонны Монсеррата | Mare de Déu de Montserrat    | Дева Монсерратская (la Moreneta) - покровительница Каталонии. |
| 1 мая           | День труда                  | Dia dels Treballadors        | Национальный праздник, посвященный празднованию экономических и социальных достижений трудящихся. |
| 23 июня         | Середина лета               | Revetlla de Sant Joan        | Празднуется в честь святого Иоанна Крестителя и проходит вечером 23 июня. Вечеринки обычно устраиваются на пляже, где зажигаются костры и устраиваются фейерверки. По этому случаю также подаются специальные блюда, такие как Coca de Sant Joan. |
| 24 июня         | День Святого Иоанна         | Dia de Sant Joan             | Христианский праздник, посвященный рождению вероятного двоюродного брата Иисуса, Святого Иоанна Крестителя. Это считается национальным днем каталонских стран.                                                                                    |
| 11 сентября     | Национальный День Каталонии | Diada Nacional de Catalunya  | Каталония отмечает поражение от осады Барселоны в 1714 году во время войны за Испанское наследство. В течение всего дня здесь проходят политические демонстрации, концерты и праздничные мероприятия.                                             |
| 1 ноября        | День Всех Святых            | Tots Sants                   | Это событие отмечается вспоминает родных и близких, которые умерли. "Panellets" - традиционный десерт на этом празднике. |
| 25 декабря      | Рождество                   | Nadal                        | Праздник рождения Иисуса. Тио де Надаль является важным атрибутом праздника. |
| 26 декабря      | День Святого Стефана        | Sant Esteve                  | Отмечается сразу после Рождества, с большим количеством еды, включая каннеллони. |
| 31 декабря      | Канун Нового года           | Cap d'Any                    | Последний день григорианского года. Сопровождается большим торжеством. |